# Redevoering

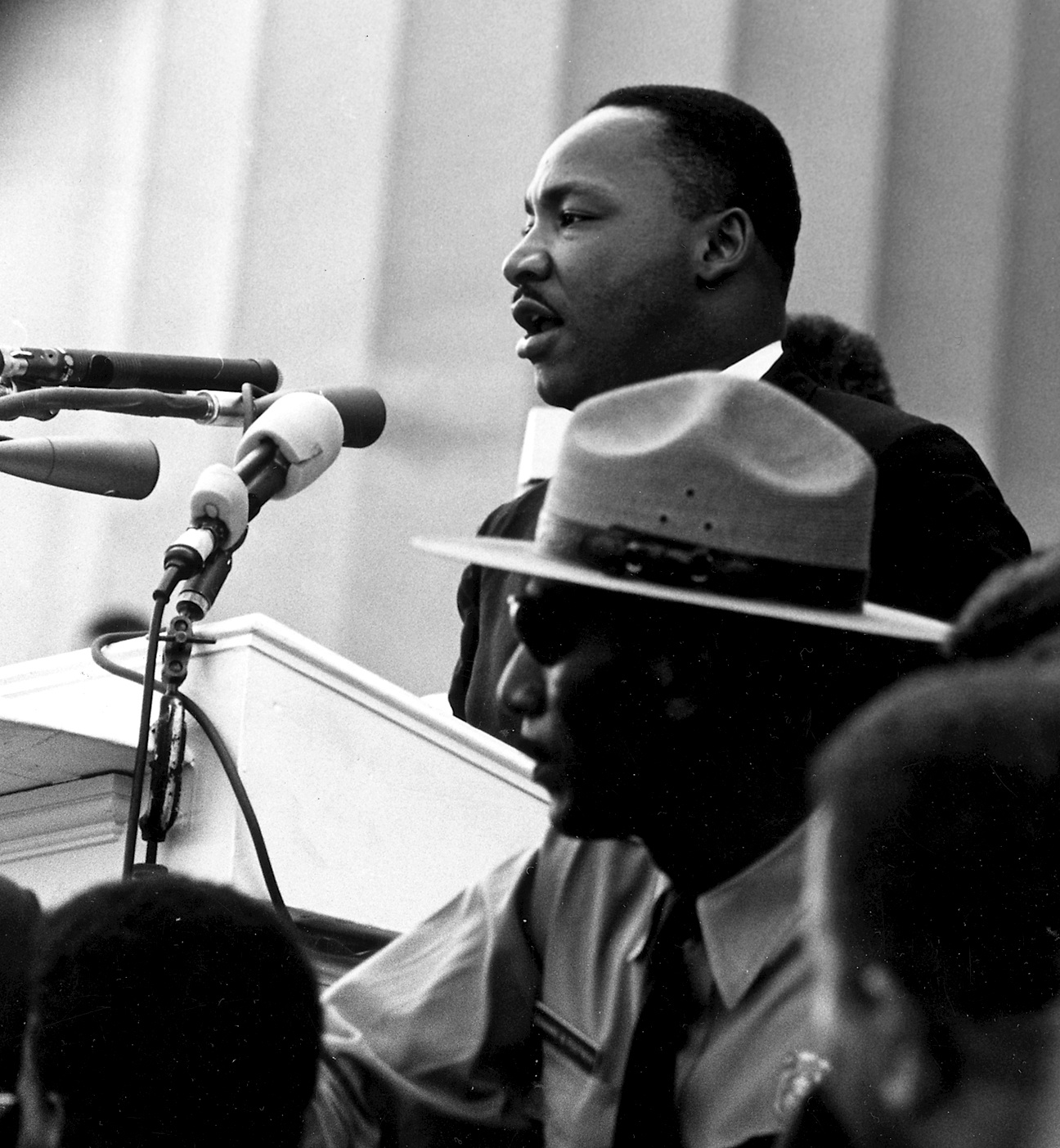
Martin Luther King met zijn rede.

Een rede(voering) of toespraak (Engels: speech) is een voordracht door een spreker, over een bepaald onderwerp voor een bepaald publiek. De retorica is het vakgebied dat redevoeringen bestudeert en probeert te ontdekken hoe een goede redevoering is opgebouwd. In de oude humaniora werd  het laatste schooljaar "retorica" genoemd, omdat het bestuderen van beroemde (klassieke) redenaars er een belangrijk leerstofonderdeel vormde. Redevoeringen werden populair tijdens de klassieke oudheid, in de Atheense democratie en de Romeinse republiek, waar het publiek - althans vrije burgers van het mannelijke geslacht, geen vrouwen en slaven - mocht oordelen over juridische en politieke zaken.
Een redevoering of toespraak is een gestructureerde, overwogen voordracht, en wil de toehoorders informeren, beïnvloeden of  vermaken. Een toespraak kent, als elke vorm van communicatie, vijf basiselementen: wie zegt wat tegen wie, met gebruikmaking van welk middel, en met welke effecten? Een redevoering kan eenvoudige informatieoverdracht behelzen, of het vertellen van een kortverhaal, maar kan ook worden gebruikt om de toehoorders tot actie aan te sporen. Begaafde sprekers laten het niet bij informatieoverdracht, maar weten ook in te spelen op de emoties van de luisteraars. 
Met name politici, advocaten en openbaar aanklagers houden redevoeringen. Ook in informelere contexten, bij een bijzondere gelegenheid, is het in sommige culturen gebruikelijk een toespraak te houden. Veel beroepen vereisen enige bekwaamheid in het openbaar spreken. Bekende, retorisch begaafde sprekers uit het verleden zijn Winston Churchill, Bossuet, Adolf Hitler, Martin Luther King, John F. Kennedy, Barack Obama en Benito Mussolini. Zij waren in staat grote menigten te beroeren en achter zich te krijgen. Legendarisch van King waren de woorden "I have a dream" en van Kennedy "Ich bin ein Berliner".
Beroemde werken over de retorica zijn geschreven door onder meer Aristoteles, Cicero en Quintilianus. Meer recentelijk schreef schrijver Gerard Reve verschillende bundels met toespraken.
De algemene angst om publiekelijk te spreken wordt glossofobie genoemd, of ook wel plankenvrees. Jerry Seinfeld zei: "De gemiddelde persoon zou tijdens een begrafenis liever in de kist liggen dan een toespraak houden".

## Klassieke retorica

### Soorten redevoeringen
Aristoteles onderscheidde drie soorten redevoeringen, achtereenvolgens het:
- genus iudiciale: de procesredevoering, waarin de rechtmatigheid of onrechtmatigheid van een handeling wordt verdedigd
- genus deliberativum: de politieke rede, waarin nut of schadelijkheid van een beleids-beslissing wordt beargumenteerd
- genus demonstrativum: de ceremoniële rede, waarin lof of blaam wordt uitgesproken

Grofweg hebben deze genera betrekking op respectievelijk het verleden, de toekomst en het heden.

### Opbouw redevoering
Een redevoering heeft in het algemeen de volgende opbouw:
- exordium: inleiding
- narratio: vertelling
- propositio: stelling
- partitio: indeling
- argumentatio: argumentatie, bestaande uit:
  - confirmatio: bewijs
  - refutatio: weerlegging (van tegenargumenten)
  - conclusio: conclusie
- peroratio: besluit

### Retorische overtuigingsmiddelen
Een spreker beschikt over drie soorten pisteis entechnoi, ofwel spreek-technische overtuigingsmiddelen:
- ethos: het creëren van een positieve karakterindruk, om zo het publiek voor zich te winnen
- logos: het beargumenteren van de stelling, om het publiek te instrueren
- pathos: het bespelen van de emoties van het publiek, om het publiek mee te slepen en te ontroeren

Vaak komen deze middelen in bovenstaande volgorde in een redevoering voor, waarbij de logos in de argumentatio en het pathos in de peroratio gehoord kan worden.
Een spreker kan voorts gebruikmaken van pisteis atechnoi, ofwel niet-technische overtuigingsmiddelen, zoals wetsteksten en getuigenverklaringen.

## Overige gebruikscontexten
- In de middeleeuwen werd de ars praedicandi, ofwel de preekkunst, een nieuw toepassingsgebied van de retorica
- In de ars dictaminis, ofwel de briefkunst, werd de retorica aangewend; dit kan beschouwd worden als een geschreven redevoering
- In de ars versificatoria, ofwel de verskunst of poëzie, werd door de Rederijkers in Nederland, en door de seconde rhétorique in Frankrijk, de klassieke retorica toegepast. Daarbij werd het argumentele deel vaak verwaarloosd

## Hulpmiddelen
Bij een groter publiek kan het moeilijk worden voor een spreker om zich kenbaar en verstaanbaar te maken. Daarnaast wil een spreker de kans dat zijn boodschap overgebracht wordt vergroten, en wil hij de aandacht van het publiek vasthouden. Hiervoor staan, naast de spreektechnieken, verschillende hulpmiddelen ter beschikking:
- allereerst de plaats van de redevoering: bij voorkeur vanaf een podium of verhoging, in een zaal met goede akoestiek en op de spreker gerichte zitplaatsen, zoals in een aula.
- de spreker kan zijn bereik vergroten middels microfoons en geluidsapparatuur.
- door de zaal donker te laten en het podium of de verhoging licht, wordt de aandacht op de spreker gevestigd.
- een spreker kan zijn toespraak onderbouwen met een digitale presentatie op een scherm, en eventueel de presentatie uitgeprint of per e-mail ter nalezing aan de aanwezigen toesturen.
- een spreker kan zijn toespraak met gebaren onderbouwen. Het is afhankelijk van de cultuur of de context of dit gewaardeerd wordt door het publiek.
- middels een interactieve structuur, in de vorm van een workshop, kan een spreker het publiek meer bij de toespraak betrekken.

## Veelvoorkomende fouten bij het openbaar spreken
Spreken voor publiek is een vaardigheid die sommigen makkelijk afgaat, terwijl anderen het eerst moeten leren. Veelvoorkomende fouten waardoor een spreker de aandacht van het publiek kan verliezen zijn:
- te zacht, hard, snel of langzaam spreken
- de toonhoogte niet variëren waardoor de toespraak (letterlijk) monotoon wordt
- te veel gebaren waardoor het publiek afgeleid raakt
- ronddwalende blikken, het publiek niet aankijken
- de presentatie te uitgebreid maken, waardoor het publiek zich op de presentatie en niet op de spreker richt
- met een voorwerp of met de aantekeningen spelen tijdens het spreken
- onnodig moeilijk taalgebruik of jargon; het geen rekening houden met het kennisniveau of de leeftijd van de toehoorders.

## Verwante onderwerpen
- aankondigingsbeleid
- argumentatie
- betoog
- drogreden
- dialectiek
- enthymeem
- epicheireem
- eulogie
- lezing
- logica
- paradeigma
- perfectus orator
- rede

## Retorica in de muziek
Componisten van teksten op muziek in met name de 16de en 17de eeuw hanteerden daarin de principes van de klassieke retorica. Deze praktijk heeft zich tot in de 19de eeuw doorgezet, bij wijze van uitloper. Dit was in het onderwijsprogramma waarmee de jonge Anton Bruckner in de kloosterschool van Stift Sankt Florian bij Linz in Oostenrijk te maken had (o.a. met Athanasius Kirchners traktaat Musurgia Universalis).
De bekendste beoefenaars van retorica-in-muziek zijn geweest o.a. Giacomo Carissimi, Marc-Antoine Charpentier, Claudio Monteverdi, Heinrich Schütz, Matthias Weckmann, Christoph Bernhard en Johann Sebastian Bach.